# Roggia Colleonesca
La roggia Colleonesca è un canale artificiale lungo circa 12 km, derivato dalla roggia Morlana e che percorre la provincia di Bergamo.

## Storia

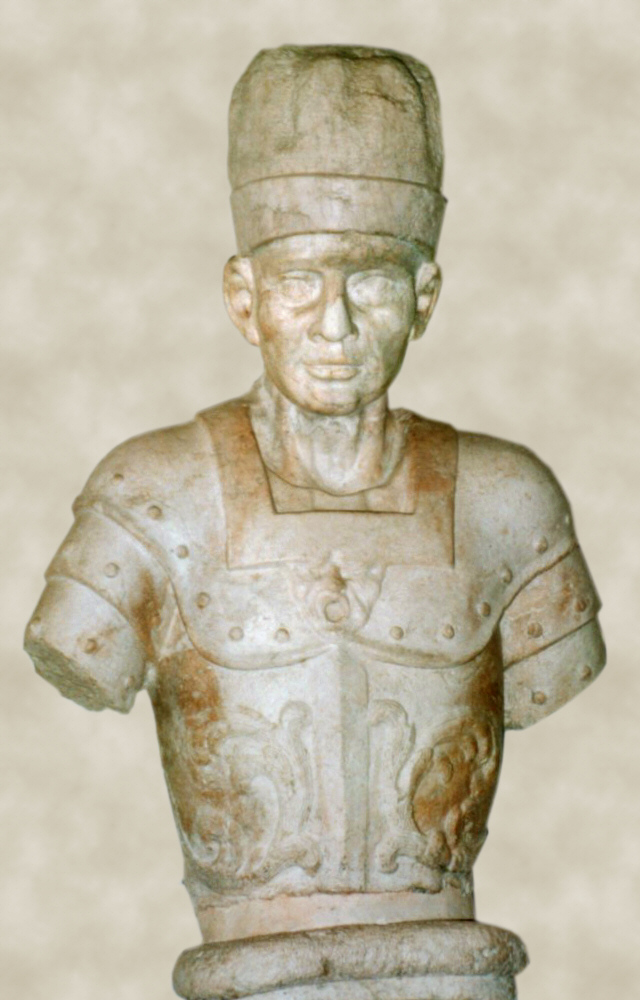
Bartolomeo Colleoni, artefice della roggia Borgogna

La storia della roggia Colleonesca è strettamente legata a quella del suo artefice, il condottiero bergamasco Bartolomeo Colleoni, fautore di una lungimirante politica di gestione delle acque nella provincia di Bergamo nel corso del XV secolo.
Egli volle in primo luogo migliorare l'irrigazione delle campagne della media pianura bergamasca, principalmente quelle inscritte nei suoi possedimenti feudali. A tal riguardo ampliò canali già esistenti e ne fece costruire di nuovi, creando una fitta rete irrigua che garantiva il fabbisogno idrico ai campi dell'intera pianura compresa longitudinalmente tra il Brembo e l'Oglio ed in latitudine tra la fascia pedemontana ed il limite delle risorgive.
Tra i vari interventi il Colleoni, dopo aver acquistato alcuni terreni attigui alla Roggia Morlana presso Verdello, nel 1468 stipulò un accordo con la Compagnia della Roggia Morlana, mediante il quale si impegnò a ristrutturare ed ampliare l'intero corso del canale da Nembro a Verdello, in cambio della possibilità di attingere alle acque della stessa formando due canali derivati, la roggia Curna e la roggia Colleonesca, che si sarebbero distaccati dal corso della Morlana nei pressi delle muraine, vecchio confine daziario della città di Bergamo.
Nel contesto del XV secolo l'importanza delle vie d'acqua artificiali era notevole, come testimoniato dai numerosi atti notarili in cui si definivano i diritti esercitabili sulle acque delle rogge: tra i possessori figurano infatti canonici, ecclesiastici ed esponenti della nobiltà locale.
Alla morte del condottiero la gestione del canale passò, come indicato nel testamento, alla fondazione del Luogo Pio della Pietà, a cui pervenne in data 27 ottobre 1475.
Nei secoli successivi la roggia Colleonesca fu comunque al centro di dispute tra le famiglie più in vista di quel periodo. Le cronache del tempo riportano diatribe tra le famiglie Mosconi-Giovannelli (eredi mediante testamento) e Terzi-Martinengo (discendenti del Colleoni) per l'usufrutto ed i diritti sulle acque, situazione che si protrasse fino al termine del XVIII secolo e che si risolse in favore dei primi.
Dalla seconda metà del XX secolo la struttura fu interessata da un progressivo decadimento, venendo sottoposta a pesanti interventi di cementificazione ed urbanizzazione che ne snaturarono il contesto ambientale interrompendo il naturale corridoio ecologico, relegandola sempre più ad un ruolo marginale nell'ambito territoriale.

## Tracciato

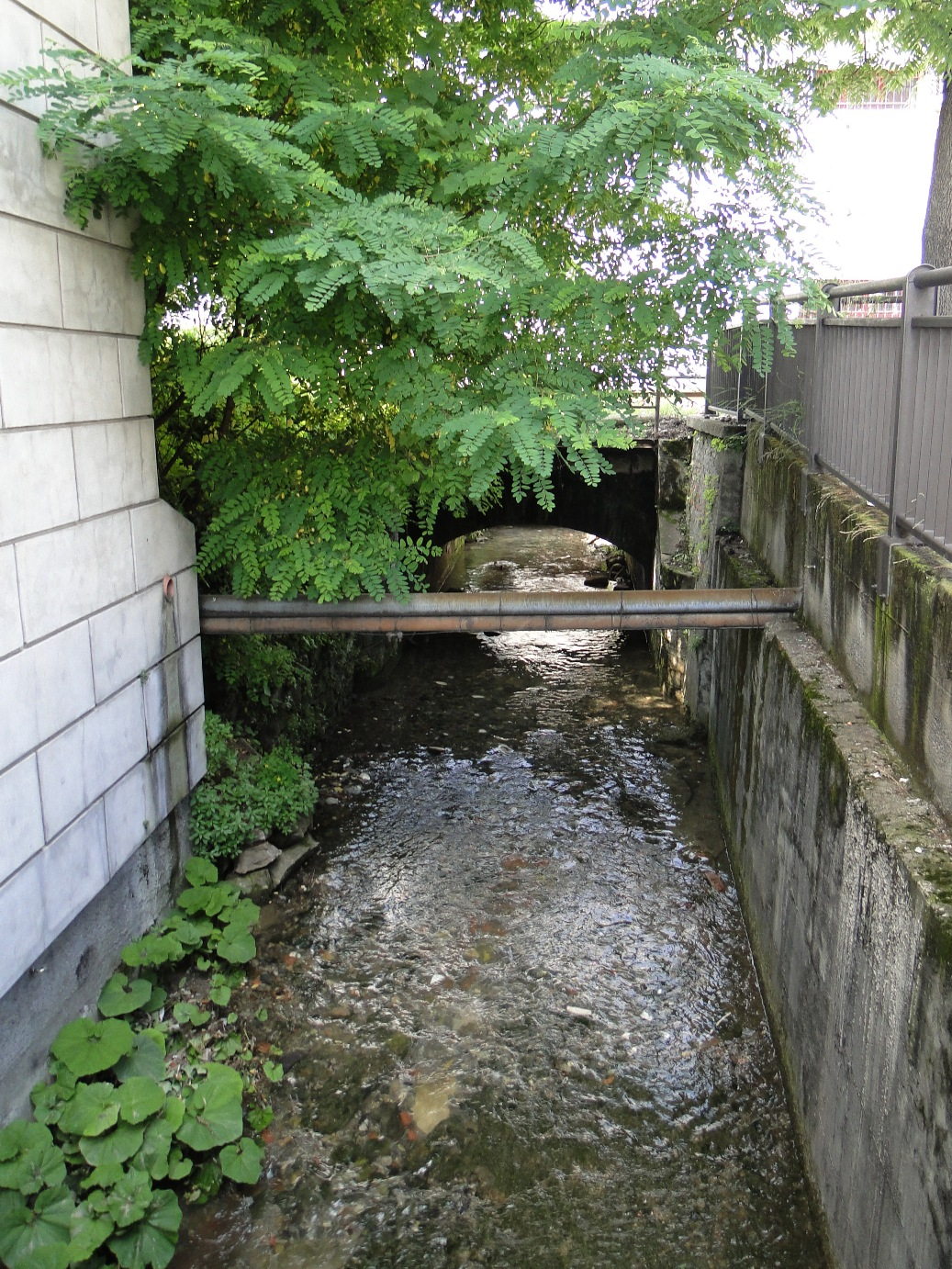
La roggia Colleonesca al termine del suo percorso urbano, in via Moroni

La roggia Colleonesca nasce presso il Casalino, sito nell'omonima via nel centro della città di Bergamo, prelevando le acque dal corso della roggia Morlana (la quale a sua volta si origina dal Serio presso Albino in val Seriana) e diramandosi alla destra della stessa.
Dopo la derivazione scorre sotto il manto stradale in direzione Sud-Ovest attraversando il Borgo San Leonardo, per ritrovare la luce del sole in via Moroni. Da qui prosegue costeggiando la Strada statale 525 che conduce a Dalmine, venendo delimitata da sponde in calcestruzzo e fortemente interessata dall'urbanizzazione mediante attraversamenti utilizzati per attività commerciali ed abitazioni private, situazione che impedisce lo sviluppo di quella flora che un tempo era un'importante corridoio ecologico. In questa zona rimangono sporadiche presenze di robinie, platani ed ontani.
Nemmeno gli altri canali irrigui che ne intersecano il corso, quali la Roggia Nuova di Zanica e la Roggia Ponte Perduto di Monasterolo prima, e le rogge Piuggia, Mina Benaglia ed il torrente Morletta poi, non attivano alcuna connessione ecologica con la Colleonesca, scorrendo su piani differenti in alvei totalmente cementificati.
La roggia Colleonesca prosegue il suo corso verso sud-ovest, attraversando il quartiere di Grumello del Piano ed arrivano quindi nel territorio di Lallio, dove è fatta oggetto di una suddivisione in due rami secondari: la Coda Colleonesca e la Colleonesca di Osio.

## Coda Colleonesca

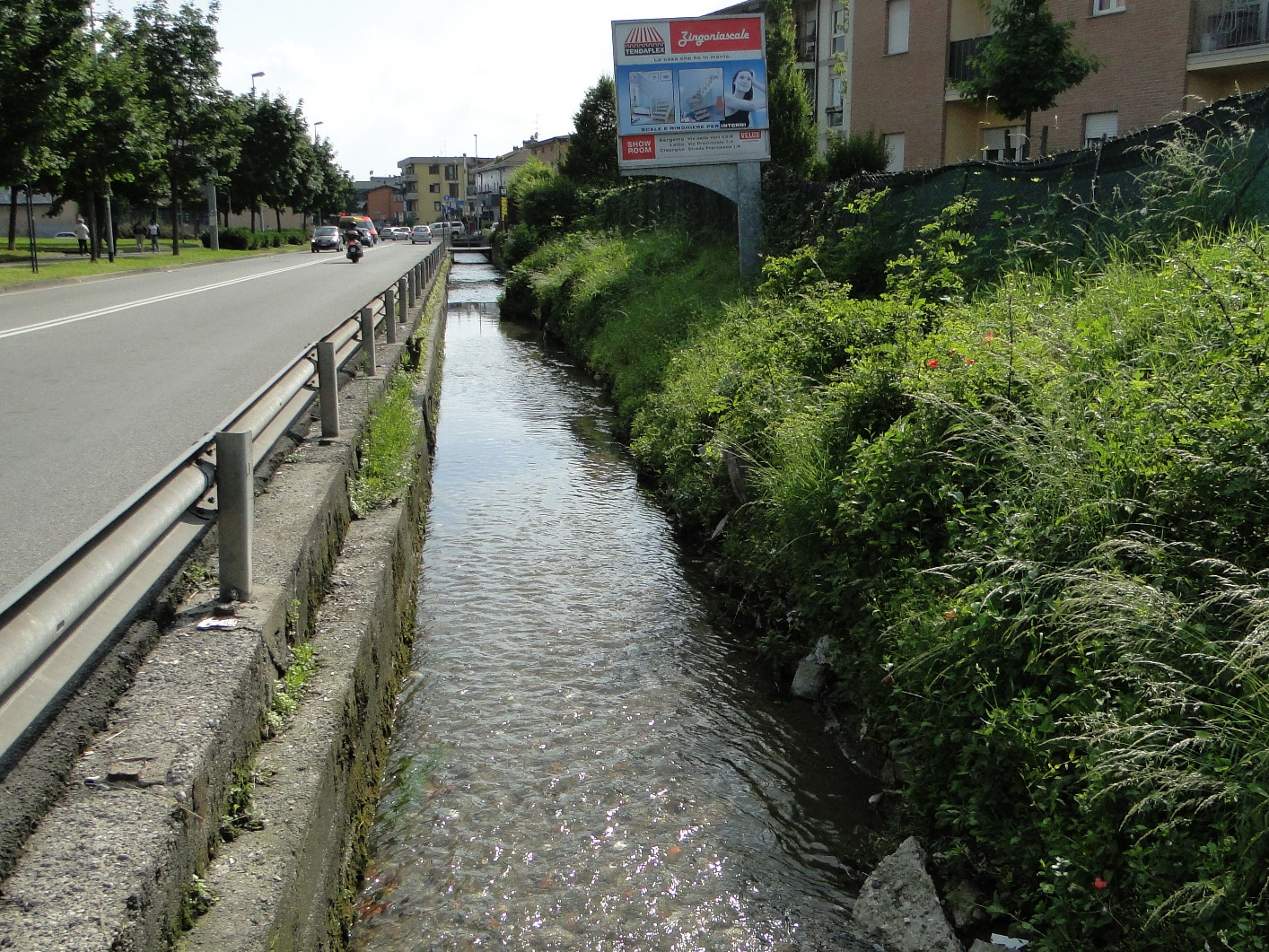
Nei pressi del quartiere di Grumello del Piano

Il tratto di sinistra si sviluppa in direzione sud in un ambiente meno compromesso che conserva ancora un aspetto rurale, raggiungendo prima Stezzano e poi Sabbio (frazione di Dalmine), dove comincia ad essere utilizzata per l'irrigazione dei campi limitrofi.
Prosegue quindi verso Levate e Verdello, venendo infine suddiviso in numerosi rami minori che bagnano le campagne tra Lurano, Pognano, Spirano e Brignano Gera d'Adda, che scaricano le eventuali eccedenze nel torrente Morletta e nella Roggia Brembilla di Brignano e che si intersecano con i reticoli irrigui della roggia Morlana e della Colleonesca di Osio, per un totale di circa 875 ettari (parzialmente condivisi con la Morlana stessa).

## Colleonesca Ramo di Osio
Il ramo che si diparte sulla destra raggiunge, con andamento verso Sud, Sforzatica e Sabbio (frazioni di Dalmine), Osio Sopra ed Osio Sotto. Incontra quindi il torrente Morletta fondendosi con esso e percorrendo un breve tratto nel medesimo alveo.
Dopo essere ritornato in sede propria, oltrepassa il Canale Adda-Serio, scaricando le eccedenze nella Roggia Verdellina e nella Roggia Serio Piccolo, nella quale confluisce al termine del suo corso, dopo aver soddisfatto le esigenze idriche di 116 ettari.
Questo tratto è da considerarsi appartenente al comprensorio della Roggia Serio Grande in quanto alimentato dal canale derivante dal depuratore di Bergamo.